# The Nashmen

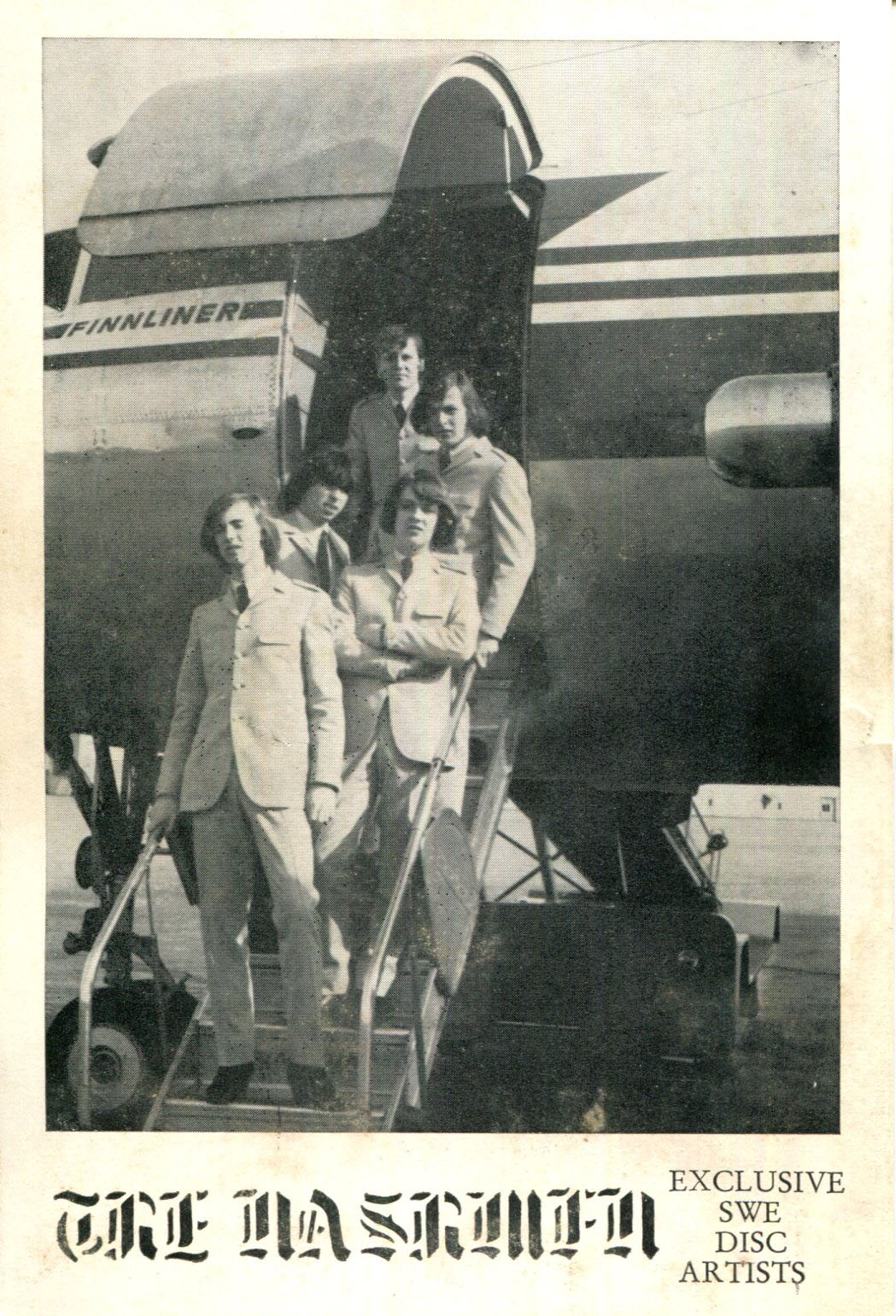

The Nashmen var ett popband från Uppsala som vann viss nationell framgång under mitten av 1960-talet. 
Ursprungligen hette bandet The Limelight Men. Bandet bildades i Uppsala vid årsskiftet 1961/1962 av Anders Eklund (sång), Christer Olov Johansson (sologitarr), Lars Jardemyr (kompgitarr), Egon Schad (bas) och Per-Johan Peterson (trummor). Bandet hade några spelningar på ungdomsgårdar, samt några enstaka spelningar i pausen mellan mer etablerade band.
I början av 1963 slutade Lars Jardemyr och ersattes av Leif Jansson (senare Stacksteg). Ungefär samtidigt bytte man namn till The Nashmen, och Leif Jansson spelade sologitarr och Christer Johansson kompgitarr. Under hösten 1964 spelade The Nashmen in två singelskivor, en med låtarna Carol och Ann-Loise. Den 2 januari 1965 kom bandet som första uppsalaband in på Tio i Topp-listan med låten Carol.
Under våren 1965 spelade The Nashmen en månad på klubben Casaleon i Berlin. Anders Eklund ersattes då av sångaren Conny Eriksson från bandet Les Vagabonds. Kort efter Berlin-spelningen upplöstes The Nashmen och Leif Jansson började som sångare i Les Vagabonds. I och med detta bytte Les Vagabonds efter kort tid namn till The Nashmen. Bandmedlemmarna var Leif Jansson (sång), Christer Andersson (sologitarr9, Eino Haapala (kompgitarr) (senare Samla Mammas Manna), Torkel Thyrell (bas) och Lennart Lind (trummor).
1967 slutade Leif Jansson i The Nashmen och kom efter en tid att spela sologitarr i bandet Noble Art som bytte namn till The Nashmen. Bandmedlemmarna var Leif Jansson, Olle Ullström (sång), Björn Eriksson (orgel), Vilnis Dreimanis (trummor) och Rolf Almstedt (bas). Samma år kom The Nashmen för andra gången in på Tio i Topp med låten You're So Good To Me.
Under våren 1968 lämnade Leif Jansson gruppen och ersattes av Christer Andersson på sologitarr. Övriga bandmedlemmar var Claes Söderström (trummor), Torkel Thyrell (bas) och Olle Ullström (gitarr och sång). Denna konstellation upplöstes dock efter kort tid.
Olle Ullström (gitarr och sång), Rolf Almstedt (bas), Ola Ohlin (orgel) och Peter Molin (trummor) spelade in den sista singeln som The Nashmen, I Wanna be Loved by You / Go Ahead. Under hösten 1968 bildade gitarristen och sångaren Olle Ullström den sista versionen av The Nashmen tillsammans med Gunnar Kullenberg (gitarr), Torkel Thyrell (bas) och Peter Molin (trummor). Kort efter bildandet uppstod en diskussion om upphovsrätten till namnet The Nashmen, varför bandet 1969 bytte namn till Zeus. Efter en tid ersatte Christer Jalstrand (senare Barkman) Peter Molin på trummor. Gunnar Kullenberg och Christer Jalstrand kom båda från gruppen Tom & Mick & Maniacs. Gruppen är kanske mest känd för en av sångarna, Tommy Körberg. 

## Diskografi

### Singlar
- Carol / Ann-Loise (SWEDISC, SWES 1063), 1964.
- She looks that whay inclined / Since you been (SWEDISC, SWES 1076), 1964.
- Bom Bom / Tenderly och closely (SWEDISC, SWES 1110), 1965.
- Try to understand / In the Midnight Hour (SWEDISC, SWES 1215), 1967.
- You are so good to me / Have you ever loved somebody (SWEDISC, SWES 1207), 1967.
- I wanna be loved by you / Go ahead (SWEDISC, SWES 1223), 1968.

### Samling
- Scandinavian Instrumental & Beat Groups, Vol. 3 (LP Triola / TLP 6009), 1988.